# 鳩かなこ
鳩 かなこ（はと かなこ）は、日本の小説家。
2007年、『帝都万華鏡』でX文庫新人賞を受賞しデビュー。同作は栗本薫に絶賛されたという。以後、同シリーズを執筆。

## 作品リスト
- 帝都万華鏡（ていとまんげきょう）シリーズ （イラスト：今市子）
  1. 桜の頃を過ぎても
  2. 梔子香る夜を束ねて
  3. 巡りくる夏の汀に
  4. たゆたう光の涯（はて）に
- 東景白波夜話（とうけいしらなみやわ）シリーズ（イラスト：今市子）
  1. 暁闇に咲（わら）う
  2. 夏夜のたまゆらに
  3. 花の棲処に